# (472) Rome
Pour les articles homonymes, voir Rome (homonymie).
(472) Rome (désignation internationale (472) Roma) est un astéroïde de la ceinture principale découvert par Luigi Carnera le 11 juillet 1901.